# Emolient
Emolient (od łac. emolliere, oznaczającego zmiękczać) – obojętny biologicznie preparat stosowany we współczesnej kosmetologii i dermatologii, stosowany na skórę i działający zmiękczająco, nawilżająco i natłuszczająco oraz regeneracyjnie. Emolienty mają istotne znaczenie w pielęgnacji skóry w wielu chorobach, między innymi przy atopowym zapaleniu skóry, łuszczycy i objawach alergii (również u niemowląt). Oprócz tego, że łagodzą świąd i stan zapalny oraz poprawiają wygląd chorej skóry, pozwalają często na zmniejszenie ilości i częstości stosowania leków (głównie glikokortykosteroidów stosowanych miejscowo na skórę).
Emolienty działają na skórę na trzy sposoby:
- natłuszczają ją, to znaczy tworzą na jej powierzchni warstwę zmniejszającą utratę wody przez naskórek
- dają uczucie gładkości i miękkości
- po wejściu w głąb skóry zatrzymują wodę przez blokowanie kanałów, którymi jest ona normalnie wydzielana na zewnątrz.

Emolienty najczęściej są składnikami kosmetyków, między innymi:
- oliwek – emolienty stanowią zwykle około 99% produktu
- lotionów – półpłynne emulsje, w których skład wchodzi faza hydrofilowa i hydrofobowa (w tym mieszanina emolientów)
- kremów – emulsje o gęstej konsystencji, składające się (podobnie jak lotiony) z dwóch faz emolientowych: wodnej i lipidowej
- maści – przeważnie znacznie bardziej tłuste od kremów, zawierające najczęściej substancje lipidowe i substancje lecznicze.

## Emolienty we włosach
Emolienty tworzą na powierzchni włosa warstwę zabezpieczającą, która chroni je przed nadmierną utratą wody. Osłania włókna włosów przed uszkodzeniami mechanicznymi, wysoka temperaturą i promieniowaniem UV. Do emolientów zaliczamy zarówno naturalne oleje, masła, woski, alkohole tłuszczowe, estry i kwasy tłuszczowe, silikony, a także parafinę. Na niedobór emolientów we włosach wskazują włosy lekkie, elektryzujące się, suche i szorstkie lub mało sprężyste. Nadmiar charakteryzują włosy obciążone, ulizane lub strączkujące się.